# Пауло Мендес да Роша
Паулу Мендес да Роша (порт. Paulo Mendes da Rocha; 25 жовтня 1928 року — 23 травня 2021) — бразильський архітектор.

## Життєпис
Народився 25 жовтня 1928. Закінчив  Архітектурний коледж Пресвітеріанського університету Маккензі у 1954. Працював у Бразилії, почав проєктувати будинки в 1957. Багато споруд з бетону, методом, який  називають «бразильським бруталізмом», що дозволяє будувати  дешево та швидко. Архітектор створив багато відомих культурних будівель у Сан-Паулу, і вважають, що він покращив і оживив місто.
Мендес да Роша — професор Архітектурного коледжу Університету Сан-Паулу. На його творчість мав вплив бразильський архітектор Віланова Артігас, представник павлістської бразильської школи. Він був удостоєний премії Міса ван дер Рое (2000), Прітцкерівської премії (2006) і Золотого лева Венеціанської бієнале за життєві досягнення (2016).
Життя Мендеса да Роша закінчилось 23 травня 2021 року в Сан-Паулу у віці 92 років.

## Галерея

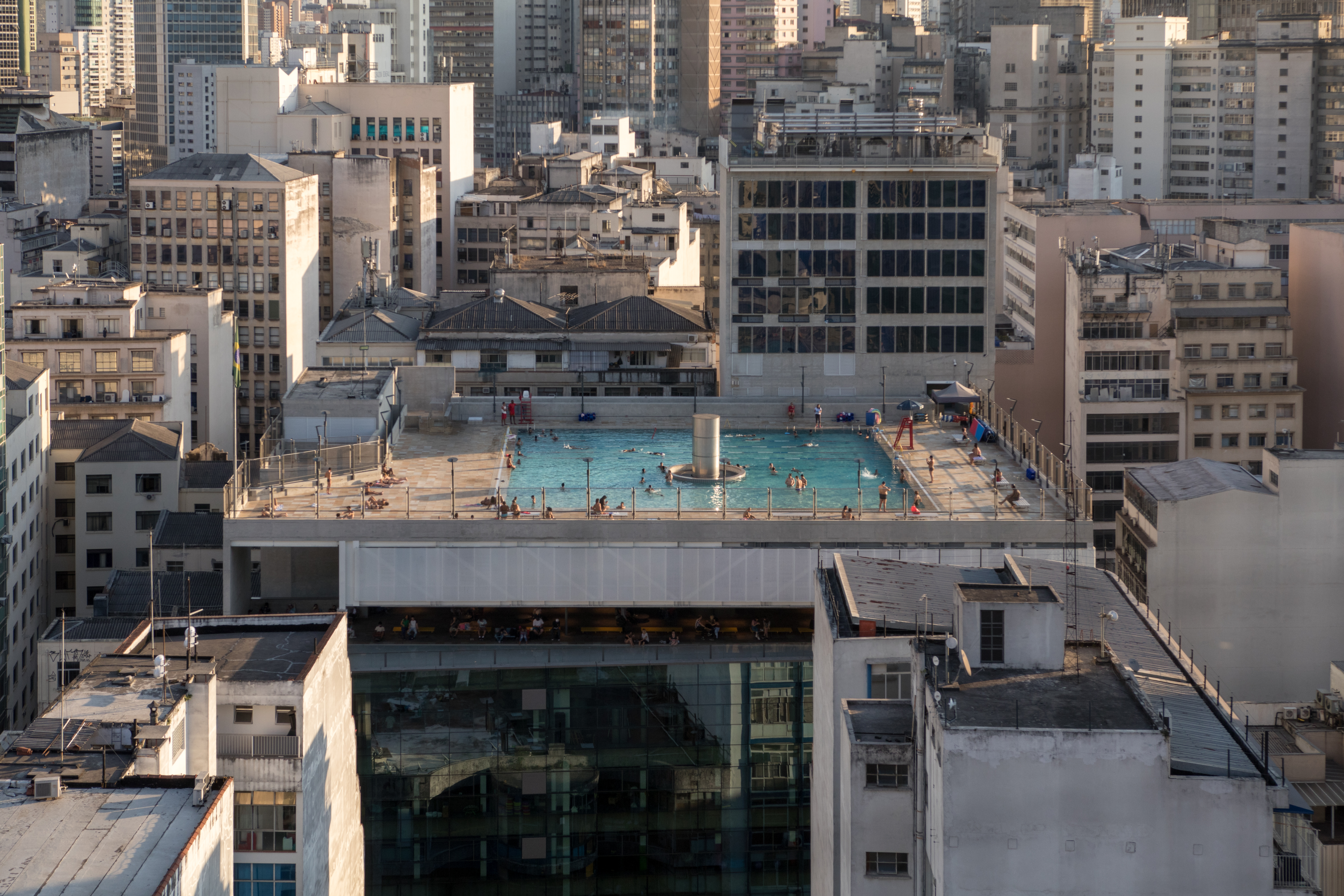
SESC 24 травня, Сан-Паулу (2017)
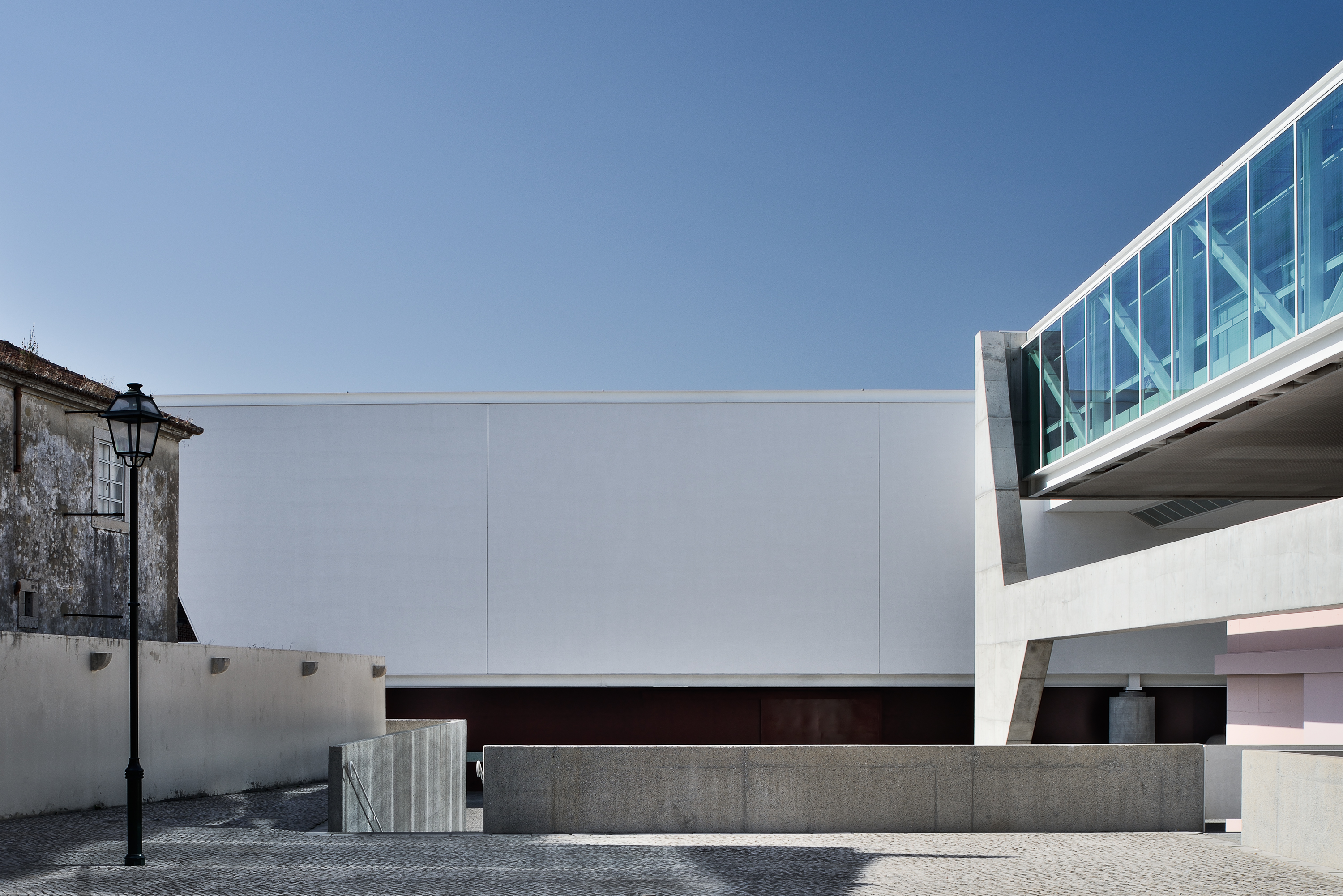
Museu dos Coches, Лісабон (2015)
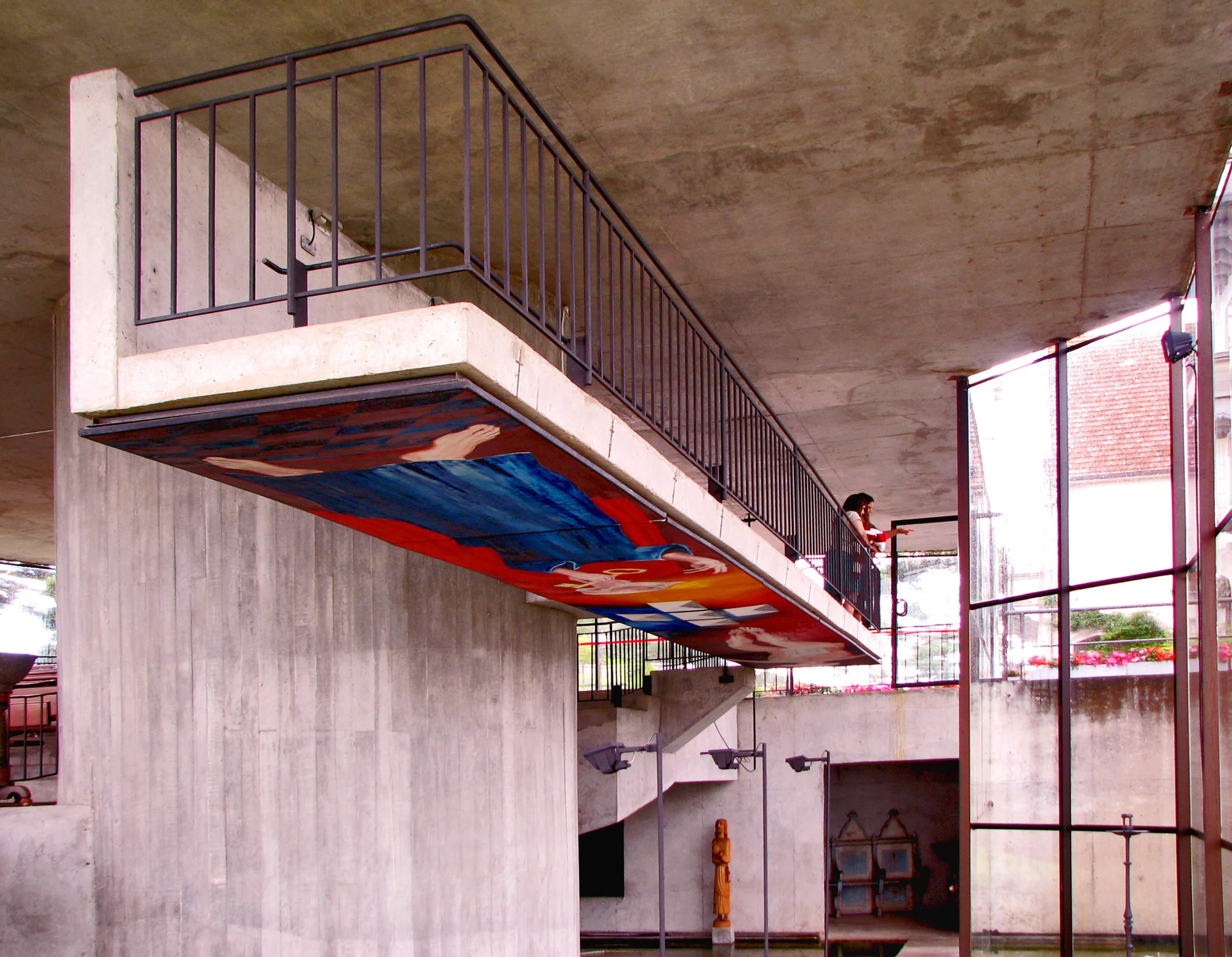
Каплиця Святого Петра, Сан-Паулу (1987)
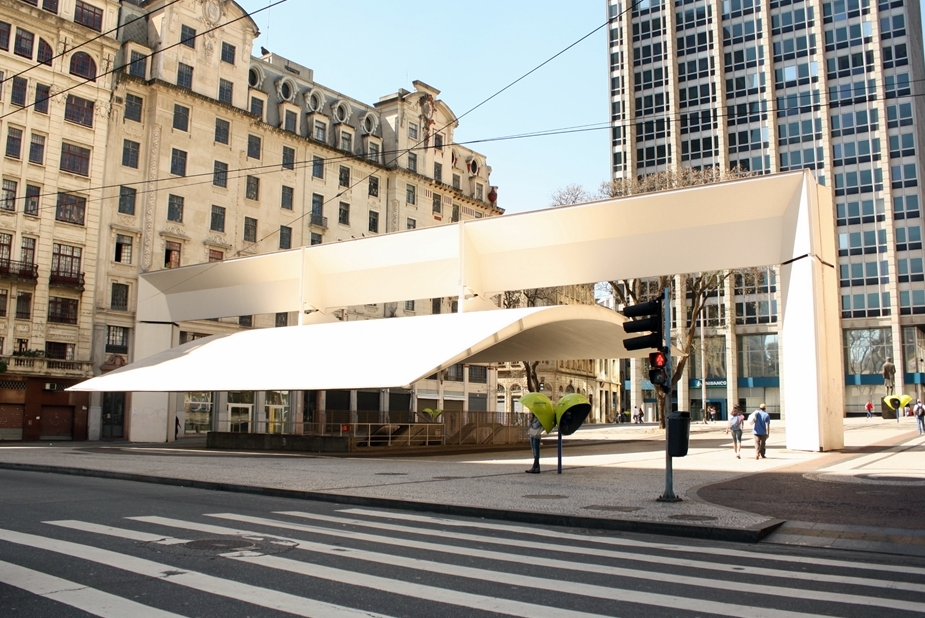
Patriarch Plaza, Сан-Паулу (2002)
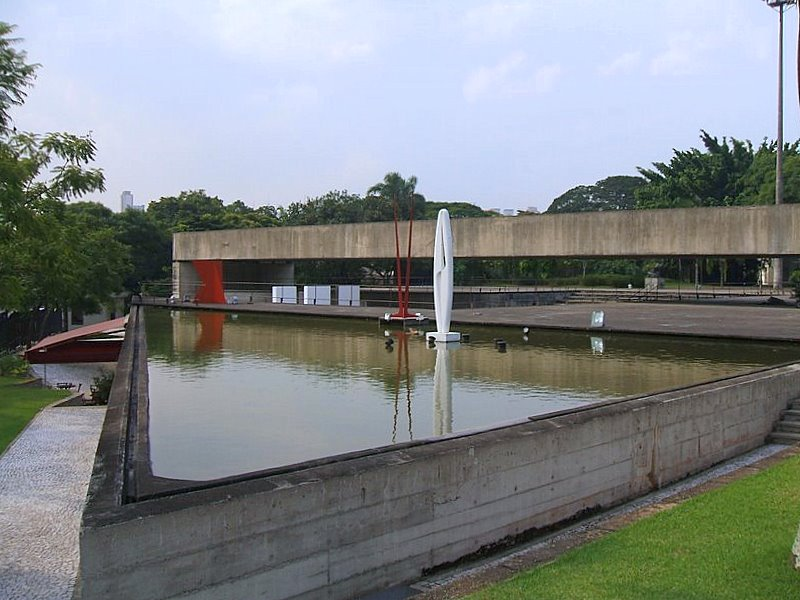
Бразильський музей скульптури, Мубе, Сан-Паулу (1988).
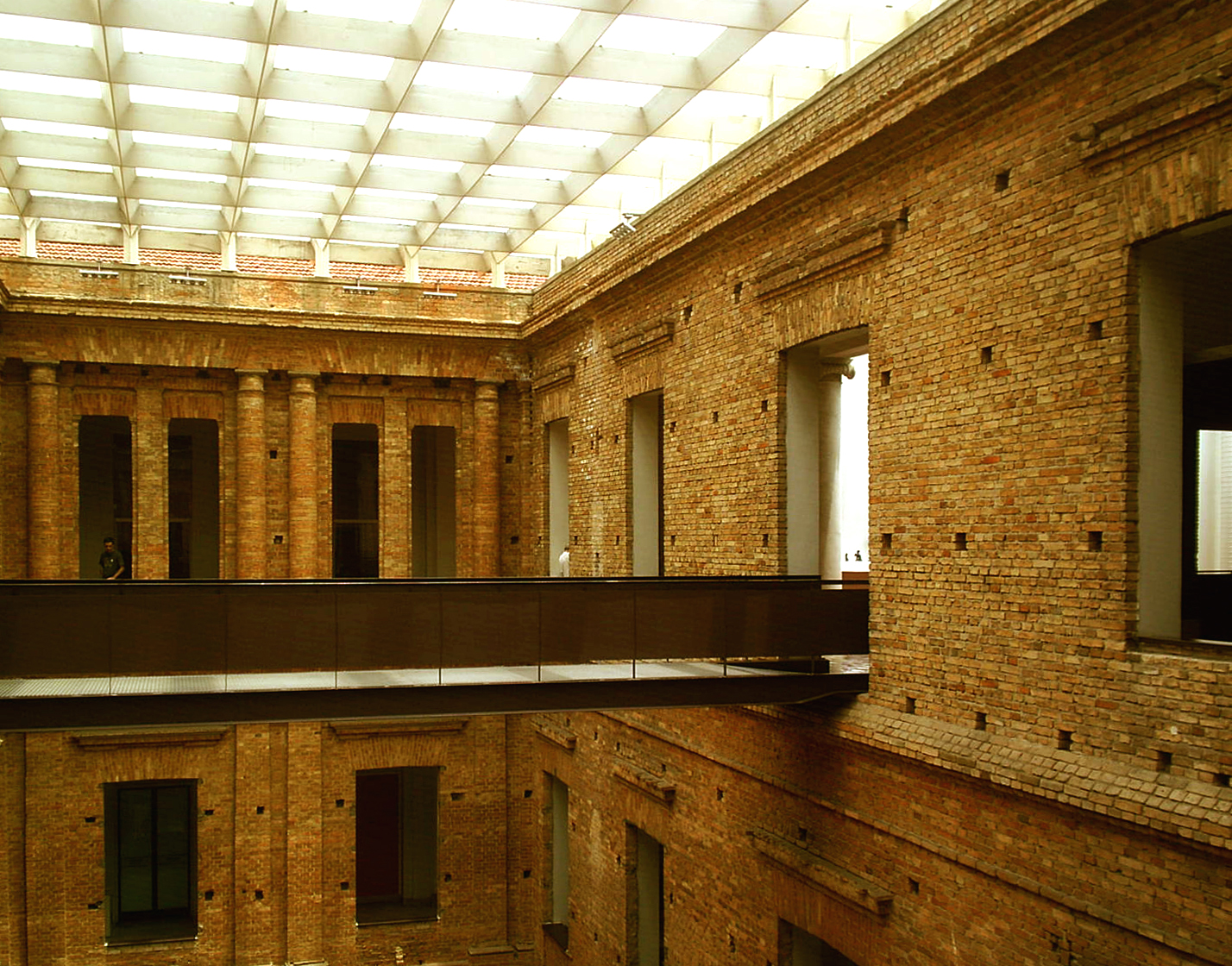
Пінакотека, Pinacoteca do Estado, Сан-Паулу (1993)